# Laguna de los Caballeros
La Laguna de los Caballeros es una laguna de origen glacial situada en la parte alta de la garganta del mismo nombre, en el sector occidental de la sierra de Gredos, en el término municipal de Navalonguilla, (Ávila, Castilla y León, España). La laguna está ubicada a una altitud de unos 2000 m s. n. m. en un extenso valle glaciar (uno de los tres emplazados en la cara norte de La Covacha). La Covacha, con una altura de 2399 m s. n. m. constituye el punto más alto del sector occidental de la sierra de Gredos.
Al contrario que el resto de lagunas de la región, la laguna de los Caballeros no ha sido represada artificialmente.

## Acceso
La ruta que conduce a la laguna de los Caballeros, el sendero de pequeño recorrido PR-AV 40 (marcas blancas y amarillas), recorre 11 kilómetros del curso alto de la garganta desde Navalguijo hasta la laguna avanzando paralelo al cauce. 